# Fridolin Kasweshi
Fridolin Kasweshi Musoka est un homme politique congolais. Il occupe le poste de ministre de l’Infrastructure, des Travaux publics et de la  Reconstruction des gouvernements Muzito II, Muzito III du 10 février 2010 au 6 avril 2012, et le poste de ministre de l’Aménagement du territoire, de l’Urbanisme, de l’Habitat, des Infrastructures, des Travaux Publics et de la Reconstruction du Matata depuis le 28 avril 2012. Il est originaire de la province du Katanga, où il a été ministre provincial des Infrastructures.